# BRUIE
Плавучий ровер для подлёдных исследований (англ. Buoyant Rover for Under-Ice Exploration, BRUIE) — это прототип подводного плавающего зонда, разрабатываемый Лабораторией реактивного движения (НАСА) с 2012 года для исследований водных миров Солнечной системы: подлёдных океанов таких ледяных спутников, как Европа и Энцелад.

## Обзор
Во второй половине XX века исследования Внешней Солнечной системы зондами НАСА показали, что вне снеговой линии лишь Титан (а внутри, кроме Земли, лишь, дискуссионно, Венера) потенциально может быть местом зарождения внеземной жизни на поверхности, зато в десятках ледяных спутников и карликовых планет могут иметься потенциально жизнепригодные подлёдные океаны, причём по объёму некоторые из них многократно больше земного Мирового океана. Однако в отличие от поверхностей небесных тел, достижение этих океанов с имеющимися сейчас у человечества технологиями невозможно.
На земле водная жизнь часто наблюдается около границы с поверхностным льдом, поэтому разработчики создали плавающий ровер с двумя 25-сантиметровыми колёсами, позволяющими ему кататься подо льдом в поисках биосигнатур. Учёные намерены получить с его помощью важные знания о строении нижних поверхностей ледяных корок небесных тел, чтобы понять, как этот лёд формируется. Этот лёд может создавать ловушки для газов, как биологического, так и геологического происхождения.
Испытания первого прототипа плавучего ровера BRUIE начались в 2012 году, в арктическом озере на Аляске и продолжились в Антарктиде в 2019 году. Ведущий разработчик проекта — Энди Клеш из JPL, соразработчики — Кевин Хэнд, Дэн Берисфорд, Джон Лейчти и Джош Скулкрафт. Ведущий учёный проекта — астробиолог из JPL Кевин Хэнд.

## Описание
Ровер имеет форму штанги: двух параллельных колёс, соединённых толстой метровой осью. Он оснащён камерами, фарами и беспроводной связью для удалённого управления при автономном плавании без привязи. Он сможет также нести некоторые научные инструменты, оснащение которыми произойдёт позже, если его предварительные испытания будут успешны.
BRUIE использует плавучесть, чтобы оставаться рядом со льдом и сопротивляться водным течениям. Плавучесть для качения по нижней поверхности ледяной корки и поверхности подлёдного океана ему обеспечивает герметичная, заполненная воздухом цилиндрическая ось Он может безопасно отключаться для экономии батареи, включаясь лишь для проведения измерений, и поэтому сможет проводить месяцы, исследуя подлёдные области.

## Вызовы
Одно из главных препятствий для таких водных роверов, как BRUIE, — необходимость доставить его сквозь толстую ледяную кору. Ледяная кора Европы, например, может иметь толщину до 30 километров. Один из планов решения этой проблемы — атомный робот для протапливания коры, криобот, предложенный немецкими инженерами. Жар от РИТЭГа проплавит кору, спуская ровер в проплавляемую шахту. Достигнув океана, ровер приступит к исследованиям. Но сначала орбитальный аппарат Europa Clipper измерит толщину ледяной коры Европы, чтобы определить, смогут ли её на следующем этапе преодолеть BRUIE с криоботом.